# 恶魔轮盘
《恶魔轮盘》是一款独立桌面恐怖遊戲，最初于2023年12月28日由Mike Klubnika开发并发布于itch.io，且于2024年4月4日由Critical Reflex在Steam上发行。
这款游戏与2021年Roguelike游戏《邪恶冥刻》相比，其特点为更加粗犷的视觉效果，但《邪恶冥刻》的游戏风格更具神秘感。游戏开发者Mike Klubnika使用Godot游戏引擎开发这款游戏，同时他还负责该游戏的配乐。
《恶魔轮盘》自2024年初在网络上开始流行，并因其战略性玩法和具有重玩價值而大受好评。
自游戏上架Steam后，在两周内就售出超过100万份。
2025年2月24日，发行商Critical Reflex在微软ID@Xbox发布会上宣布本作即将登陆Xbox Series X/S平台，并在发售同期加入PC/Xbox Game Pass。

## 游戏玩法
玩家在地下夜店中和一个叫“庄家”（英語：Dealer）的NPC玩俄罗斯轮盘，但不同的是，游戏中使用12号口径霰弹枪而非传统的左轮手枪。
游戏共有三轮。每轮开始之初，“庄家”都会将已知数量的红色实弹和蓝色空包弹给霰弹枪随机上膛。随后玩家可决定射一发子弹给“庄家”或玩家自己。但无论玩家或“庄家”射击自己还是对手，若此发子弹为实弹，则被射方失去1点生命值；若此发子弹为空包弹，且射击了对方，则轮到对方的回合，否则继续自己的回合。玩家与“庄家”的生命值在一个计分机器上以能量的形式呈现。玩家和“庄家”在每一轮的初始生命值相同，第一轮各有2点生命值，第二轮有4点，第三轮5点。当一方的生命值耗尽时，本轮游戏结束。在第一轮和第二轮中，玩家和“庄家”可无限复活。但从第三轮开始，若一方生命值只剩下2点或低于2点，连接除颤仪的电线将被切断，游戏进入“突然死亡”模式，玩家输掉后将强制重新开始。如枪膛无子弹剩余，则“庄家”会将另一组弹壳重新上膛。

### 特殊道具
自第二轮起，每次给霰弹枪装弹前，双方都会分发不同的道具。第二轮发放2个道具，而第三轮发放4个。这些道具分别为：
- 放大镜：可查看当前枪膛内是否为实弹或空包弹
- 香烟：回复一点生命值（在“突然死亡”模式中无效）
- 啤酒：弹出当前枪膛内的子弹并跳过当前回合
- 手锯：若此发子弹为实弹则造成2点伤害
- 手铐：让对手下一回合无法行动

2024年4月4日在Steam上线的版本添加了四个新的物品：
- 一次性手机：可预知第几发子弹为实弹或空包弹（例：第四发为空包弹）
- 逆转器：将当前枪膛内的子弹切换为实弹或空包弹（例：当前枪膛内为空包弹，使用道具后转为实弹）
- 肾上腺素：偷窃对方一件物品（肾上腺素除外）并立即使用
- 过期药品：有50%的概率恢复2点生命值，否则失去1点生命值

### 无尽模式
在2024年1月12日发布的1.1更新中，游戏添加了“加倍还是放弃”（亦可称“无尽模式”）。玩家通关游戏后，可通过服用桌子上的药丸以启用该模式。在“加倍还是放弃”模式中，每轮游戏会给玩家和“庄家”随机的生命值和物品。玩家一旦击败“庄家”，就可选择结束游戏并进入结算画面或继续开启新一轮游戏。但如果玩家的生命值耗尽，游戏会强制结束。

### 多人模式
在2024年10月31日發布的更新中，遊戲新增了“多人模式”，可以支援最多四人同時遊玩。目前僅能通過房間ID加入遊戲。多人模式亦新增了一些新道具。
後續於同年12月10日為多人遊戲新增「公開房間」功能。